# Wilfrid Lawson (skådespelare)
Wilfrid Lawson, född 1900 i Bradford i Yorkshire, död 1966 i London i Storbritannien, var en brittisk skådespelare. Hans första filmroll var East Lynne on the Western Front (1931). Han har bland annat medverkat i Mannen med järnhanden (1942), Rattens desperados (1957) och Man bara dör... eller historien om det lefvande liket (1966).

## Filmografi
- Blodshämnd (1967)
- Man bara dör... eller historien om det lefvande liket (1966)
- Tom Jones (1963)
- Alle man på post (1962)
- Dra åt fanders (1961)
- Expresso Bongo (1959)
- Tread Softly Stranger (1958)
- Rattens desperados (1957)
- Krig och fred (1956)
- Fången (1955)
- Det ska' va' en krokodil i år (1955)
- På flykt med kärleken (1955)
- Make Me an Offer (1954)
- The Turners of Prospect Road (1947)
- I musikens rike (1944)
- Fanny i gasljus (1944)
- Hard Steel (1942)
- Natten har ögon (1942)
- Barnstjärnan (1942)
- Mannen med järnhanden (1942)
- Danny Boy (1941)
- Sol och vår i Wien (1941)
- The Man at the Gate (1941)
- The Farmer's Wife (1940)
- För rätt och sanning (1940)
- Den långa resan hem (1940)
- Den förste rebellen (1939)
- Dead Man's Shoes (1939)
- Stulet liv (1939)
- Pygmalion (1938)
- Bank Holliday (1938)
- Mysteriet Milton (1938)
- Yellow Sands (1938)
- Terror (1938)
- Den vite jägaren (1936)
- Förälskade kvinnor (1936)
- Turn of the Tide (1935)
- East Lynne on the Western Front (1931)